# Babolokî, Mlîniv
Babolokî (în ucraineană Баболоки) este un sat în comuna Viinîțea din raionul Mlîniv, regiunea Rivne, Ucraina.

## Demografie
Componența lingvistică a localității Babolokî
     Ucraineană (96,95%)
     Rusă (2,44%)
Conform recensământului din 2001, majoritatea populației localității Babolokî era vorbitoare de ucraineană (96,95%), existând în minoritate și vorbitori de rusă (2,44%).